# Lista de membros da Royal Society eleitos em 1913
Esta é uma lista de Membros da Royal Society eleitos em 1913.

## Fellows
1. Vernon Herbert Blackman
2. William Bulloch
3. David Leonard Chapman
4. William Ernest Dalby
5. Thomas Renton Elliott
6. John Charles Fields
7. Sir John Smith Flett
8. James Peter Hill
9. Arthur Robert Hinks
10. Sir Frederick Keeble
11. Sir Arthur Keith
12. Keith Lucas
13. Sir Owen Willans Richardson
14. Walter Rosenhain
15. George Walker Walker

## Foreign Members
1. Charles Barrois
2. Henri Louis Le Châtelier
3. Émile Roux
4. Simon Schwendener
5. Woldemar Voigt